# Tepanje
Tepanje je naselje u slovenskoj Općini Slovenskim Konjicama. Tepanje se nalazi u pokrajini Štajerskoj i statističkoj regiji Savinjskoj. 

## Stanovništvo
Prema popisu stanovništva iz 2002. godine naselje je imalo 508 stanovnika.